# Departamentul Tchirozerine
Departamentul Tchirozerine este un departament din  regiunea Agadez, Niger, cu o populație de 209.035 locuitori (2001).